# 统合作战司令部
统合作战司令部（JSDF Joint Operations Command，JJOC）是日本联合作战指挥机构，隶属于日本防卫省（JMOD）。其负责统一指挥日本自卫队（JSDF）各军种。

## 历史
早在2022年发布《防卫力量建设计划》（DBP）文件时，就已提及建立统合作战司令部的建议，该文件呼吁设立联合司令部，以“建立一个能够在从和平时期到突发事件的所有阶段无缝进行跨领域作战的系统，目的是加强自卫队各军种之间联合作战的效力”。国家防卫战略（NDS）文件中也表达了这一观点。2023年9月，日本防卫省宣布将于2025年3月设立“统合司令部”，并申请2024财年105亿日元（7120万美元）的资金，以支付设立该司令部的费用。
2024年2月，日本政府批准了一项法案，该法案将修订《自卫队法》，其中呼吁设立统合作战司令部。制定设立该司令部的计划是由于担心日本在面临军事挑衅的同时，还要应对大规模灾难。这是基于从以往事件中吸取的教训，即指挥结构不足。在2011年日本东北地方太平洋近海地震之后，时任统合幕僚长折木良一因多重职责而感到不堪重负，这些职责包括指挥自卫队进行救灾行动、向首相和防卫大臣提供建议以及与驻日美军（USFJ）部队联络。
2025年3月11日，航空自衛隊中将南云宪一郎被提名为统合作战司令部司令官。

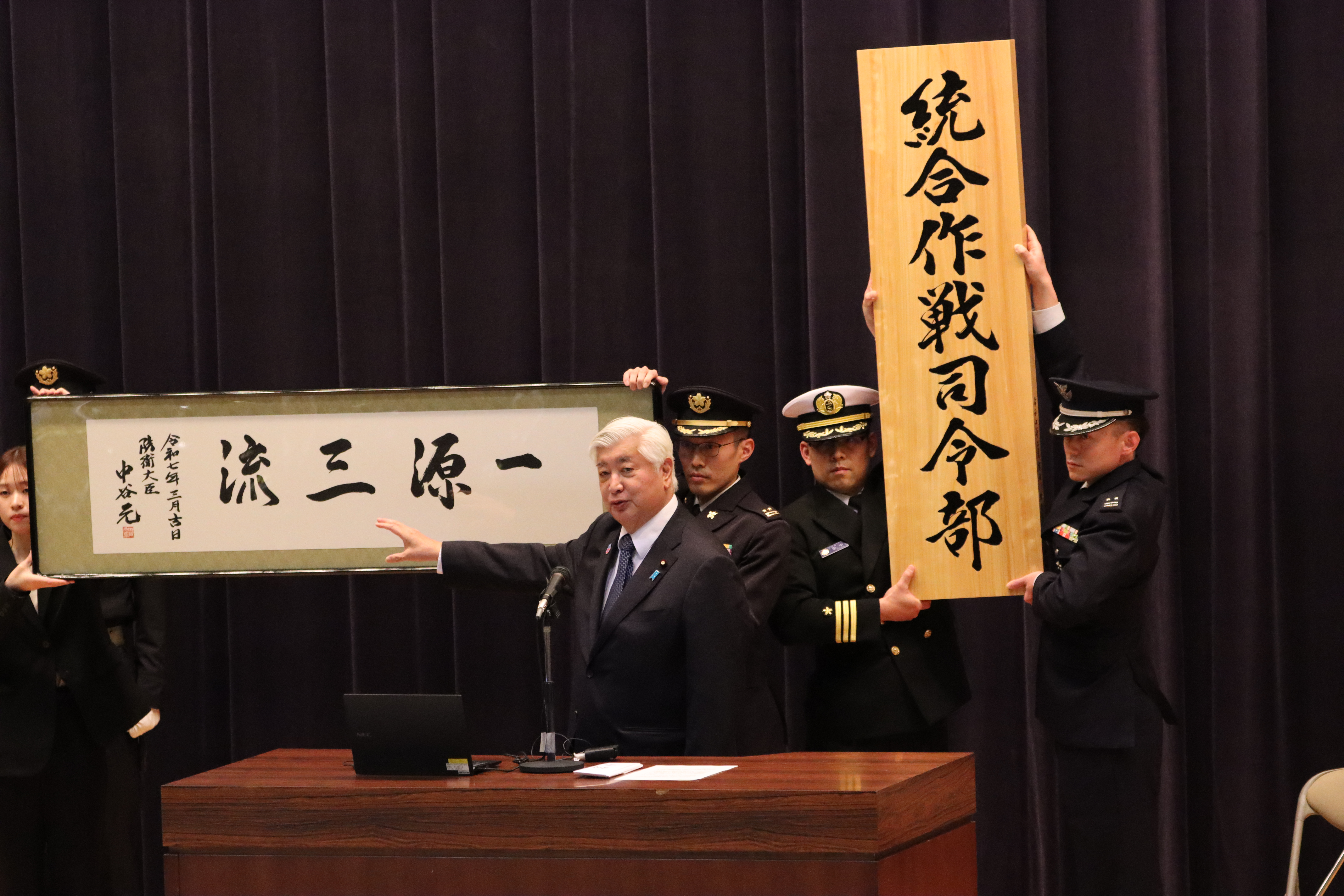
日本防卫大臣中谷元在2025年3月24日的统合作战司令部成立仪式上展示其牌匾。

2025年3月24日，在日本防卫省举行成立仪式。南云空將正式被任命为统合作战司令部首任司令官。海将俵千城被任命为副司令官。部队旗帜由防卫大臣中谷元授予南云空將(上將)。
在统合作战司令部成立后，有担忧认为，五角大楼已考虑取消升级驻日美军指挥结构的计划，以此作为削减成本的一部分。这些计划也引起了首尔的担忧，首尔方面担心同样措施可能也会适用于駐韓美軍（USFK）部队。

## 组织
统合作战司令部将指挥自卫队陆海空三个军种，并负责指挥陆上总队、自卫舰队、航空总队、网络防卫队和宇宙作戰群的部队。其由一名上将领导，该上将的军衔与自卫队三个军种的幕僚长相同。其隶属于防卫省。
统合作战司令部将担任美国印太司令部的联络点。这使得統合幕僚長能够专注于与防卫大臣和政府其他有关人士的对话和建议。
统合作战司令部的人员编制为240人，并计划进一步增加。据NHK报道，建议计划包括将统合作战司令部的人员编制增加到280人。

## 主要幹部
| 官職名               | 階級         | 姓名       | 任命日期       | 前職 |
| -------------------- | ------------ | ---------- | -------------- | --- |
| 统合作战司令官       | 空将（上將） | 南雲憲一郎 | 2025年3月24日  | 統合幕僚副長 |
| 統合作战副司令官     | 海将         | 俵千城     | 2025年3月24日  | 佐世保地方総監 |
| 幕僚長               | 陸将         | 南川信隆   | 2025年3月24日  | 統合幕僚監部防衛計画部長（陸将補）                                                                                               |
| 統合作战司令官補佐官 | 事務官       | 伊藤哲也   | 2025年 3月24日 | 大臣官房審議官 |
| 総務官               | 1等海佐      | 奈良崇     | 2025年3月24日  | 海上幕僚監部人事教育部人事計画課人事計画調整官 兼 海上幕僚監部防衛部防衛課 兼 統合幕僚監部防衛計画部計画課 兼 統合幕僚監部総務部 |
| 情報部長             | 空将補       | 斎藤和典   | 2025年3月24日  | 航空幕僚監部運用支援・情報部情報課長 （1等空佐）                                                                                 |
| 作战部長             | 陸将補       | 北島一     | 2025年3月24日  | 水陸機動団長 兼 相浦駐屯地司令                                                                                                   |
| 後方運用部長         | 海将補       | 小牟田秀覚 | 2025年3月24日  | 海上自衛隊幹部学校副校長 |
| 指揮通信運用官       | 1等空佐      | 山ノ内慎二 | 2025年3月24日  | 統合幕僚監部指揮通信システム部 指揮通信システム運用課長                                                                          |
| 法務官               | 1等海佐      | 石井浩一   | 2025年3月24日  | 統合幕僚監部首席法務官付法務官                                                                                                   |